# Гусев, Николай Прохорович
Николай Прохорович Гусев (1919, Новинцы, Владимирская губерния — 23 мая 1978, Хабаровск) — старшина Советской Армии, участник Великой Отечественной войны, Герой Советского Союза (1945).

## Биография
Николай Гусев родился в 1919 году в деревне Новинцы (ныне — Переславский район Ярославской области) в крестьянской семье. Окончил пять классов школы, после чего работал наборщиком в типографии. В 1939 году Гусев был призван на службу в Рабоче-крестьянскую Красную Армию. С первого дня Великой Отечественной войны — на её фронтах. Прошёл обучение на радиотелеграфиста. Активно участвовал в боевых действиях. К декабрю 1944 года красноармеец Николай Гусев был радиотелеграфистом взвода управления 107-го миномётного полка 3-й миномётной бригады 7-й артиллерийской дивизии прорыва 46-й армии 2-го Украинского фронта. Отличился во время освобождения Венгрии.
5 декабря 1944 года Гусев в ходе ночного боя у железнодорожной станции Эрчи одним из первых переправился через Дунай. Вместе с командиром миномётной батареи старшим лейтенантом Горюновым он корректировал огонь миномётов. Когда разорвавшимся неподалёку снарядом повредило и засыпало землёй рацию, Гусев оперативно исправил неисправности и продолжил передавать приказы миномётчикам. Действия Гусева способствовали успешному продвижению вперёд стрелковых частей и захвату плацдарма на правом берегу Дуная.
Указом Президиума Верховного Совета СССР от 24 марта 1945 года за «образцовое выполнение заданий командования и проявленные мужество и героизм в боях с немецкими захватчиками» красноармеец Николай Гусев был удостоен высокого звания Героя Советского Союза с вручением ордена Ленина и медали «Золотая Звезда» за номером 8843.
После окончания войны Гусев продолжил службу в Советской Армии. В 1966 году в звании старшины он был уволен в запас. Проживал и работал в Хабаровске, умер 23 мая 1978 года.
Был также награждён рядом медалей.